# Krepšinio klubas LSU-Atletas Kaunas
Il KK LSU-Atletas Kaunas è una società cestistica avente sede a Kaunas, in Lituania. Fondati nel 2008 come Kaunas Triobet, nel 2009 si fusero con l'Aisčiai Kaunas, pur mantenendo il nome iniziale, che cambiarono nel 2011 in Baltai Kaunas, per assumere nel 2013 la denominazione attuale.
Giocano nel campionato lituano.